# Derrick McKey
Derrick Wayne McKey (né le 10 octobre 1966, à Meridian, Mississippi) est un ancien joueur américain de basket-ball de NBA qui évolua au poste d'ailier et d'ailier fort.

## Débuts
McKey évolua au lycée dans sa ville natale où il fut le joueur vedette, mais il joua également avec réussite dans l'équipe de baseball malgré sa grande taille (2,08 m). Il rejoint ensuite l'université d'Alabama pour trois années, menant les Tide à la place de numéro 1 régional en 1986-87 et au Sweet 16 (où ils furent éliminés par Providence). Il disputa avec l'équipe des États-Unis le championnat du monde 1986, qui remporta la médaille d'or.

## Carrière NBA
Il fut sélectionné par les Supersonics de Seattle à l'issue de sa saison junior au 9e rang de la draft 1987, devant des joueurs tels que Reggie Miller, Horace Grant et Reggie Lewis. Lors de la saison 1988-1989, McKey inscrivit 15,9 points de moyenne par match, la meilleure performance offensive de sa carrière.
McKey passa six saisons à Seattle, où il faisait partie d'un des trois "Big Mac" de l'équipe de la fin des années 1980 et du début des années 1990 des Supersonics de Seattle, les deux autres étant Nate McMillan et Xavier McDaniel. Au début de la saison 1993-1994, il fut transféré aux Pacers de l'Indiana avec son coéquipier Gerald Paddio contre Detlef Schrempf. Après des années de déceptions en playoffs, les Pacers atteignirent les Finales NBA en 2000, s'inclinant face aux Lakers de Los Angeles. Il passa la saison 2001-2002, la dernière de sa carrière, avec les 76ers de Philadelphie.
McKey était réputé pour ses capacités défensives, son travail pour l'équipe. Il fut nommé à deux reprises dans la All-NBA Second Defensive Team.